# Manuel de civilité pour les petites filles à l'usage des maisons d'éducation
El Manuel de civilité pour les petites filles à l'usage des maisons d'éducation (en español: Manual de civismo para niñas para uso en centros educativos) es un tratado literario, de estilo humorístico y erótico, escrito por Pierre Louÿs en 1917 y publicado póstuma y anónimamente en 1927.
Se trata de una parodia de los rigurosos manuales de educación de su época, y por ello se compone de admoniciones cortas (con frecuencia una o dos frases) agrupadas por temas, tales como “en la casa”, “deberes para con su madre”, “en clase”, etcétera.
El tono de la obra es vivo, casi lapidario, con un estilo particularmente crudo. 
El autor se vale de la ironía para dibujar los variados amores de las jovencitas perversas, y este relativo distanciamiento le permite burlarse de toda censura moral. 
Lejos del refinamiento preciosista de Chansons de Bilitis, el Manuel de civilité es sin duda la obra más subversiva de Pierre Louÿs, verdadero torpedo en la línea de flotación del puritanismo burgués de la Belle Époque.
- Datos: Q3286981